# Книга по обучению умелой верховой езде в любом седле
«Кни́га по обуче́нию уме́лой верхо́вой езде́ в любо́м седле́» (порт. Livro da Ensinança de Bem Cavalgar Toda Sela) — единственный средневековый манускрипт 2-й четверти XV века, содержащий первое в Португалии наставление по обучению верховой езде, продиктованное королём Португалии Дуарте I около 1437 года. Руководство предназначалось для знати эпохи позднего Средневековья. Первая часть рукописи включает этико-философский трактат «Верный советник» (порт. Leal Conselheiro) — сочинение по этической философии Португалии и ценный памятник дидактической прозы португальской литературы. На русский язык произведения не переведены. Рукопись была обнаружена в 1820-х годах, первое печатное издание вышло в 1842 году в Париже, в настоящее время хранится в Париже в Национальной библиотеке Франции под шифром Portugais 5. 

## Описание
Руководство было составлено в Португалии в 1437 или 1438 году. Манускрипт принадлежал Элеоноре Арагонской либо Альфонсу V Арагонскому, хранился в библиотеке арагонских королей. Затем книга досталась французскому королю Карлу VIII, который в 1495 году перевёз её в замок Амбуаз, после чего рукопись поступила в Национальную библиотеку Франции.
Рукопись выполнена красивым наклонным почерком готического письма. Манускрипт содержит 128 листов пергамента лучшего качества (велень). На первых двух листах указано содержание. Первая часть рукописи занята трактатом «Верный советник» (3—96 листы), руководство по верховой езде заполняет листы 99—128. Листы разлинованы в 2 колонки по 42 или 43 строки. Вторая часть гораздо меньше по объёму, но богаче орнаментирована. На девяти листах (f. 99r, f. 99v, f. 101, f. 107v, f. 110v, f. 112v, f. 113, f. 125v, f. 127) растительный орнамент богато раскрашенных инициалов (золото, голубой, розовый, жёлтый и зелёный) располагается по всей высоте колонки. В иных случаях орнаментированные инициалы выполнены только красным или голубым цветом, но не раскрашены. Рубрики (названия глав) выделены красным, так же как и некоторые заглавные литеры.
Современникам в Португалии рукопись стала недоступна, поскольку была вывезена вдовой короля за пределы страны. Тем не менее были широко известны отрывки из трактата.

## Значение
Антониу Жозе Сарайва писал, что с приходом к правлению в Португалии Ависской династии при королевском дворе возрос интерес к теоретическим, религиозным, политическим, моральным и даже психологическим проблемам. Руководство по верховой езде Дона Дуарте продолжило серии технических и дидактических трактатов времён предшествовавших португальских королей: Дона Жуана I — «Книги об охоте на вепря» (Livro da Montaria), Дона Фернанду — «О соколиной охоте» (Livro de Falcoaria, Pêro Menino), Диниша I — «Книги о ветеринарии» (Livro de Alveitaria, Mestre Giraldo) и «Книги об охоте ловчими птицами» (Livro de Cetraria).

## Издания
- Leal Conselheiro, o qual fez dom Duarte rei de Portugal, seguido do Livro da Ensinança de Bem Cavalgar Toda Sella :  [порт.] / José Ignacio Roquete, pref. Visconde de Santarém. — 1.ª ed. — Paris : J. P. Aillaud, 1842. — 672 p.
- Liuro da Enssynança de Bem Cavalgar Toda Sela // Leal Conselheiro e Livro da Ensinança de bem cavalgar toda sela, escritos pelo Senhor D. Duarte :  [порт.] / Ed. [Francisco António Campos]. — Lisboa : Typographia Rollandiana, 1843. — 336+119 p.
- Livro da ensinança de bem cavalgar toda sela que fez El-Rey Dom Eduarte de Portugal e do Algarve e senhor de Ceuta :  [порт.] / Edição crítica acompanhada de notas e dum glassário por Joseph M. Piel. — Lisboa : Imprensa Nacional-Casa da Moeda, 1986. — 160 p.

## Переводы
- Duarte. The Royal Book of Jousting, Horsemanship and Knightly Combat : A translation into English of King Dom Duarte's 1438 Treatise :  [англ.] = Livro da Ensinança de Bem Cavalgar Toda Sela / Translated by Antonio Franco Preto; ed. by Steven Muhlberger. — Highland Village : Chivalry Bookshelf, 2005. — 149 p. — ISBN 1-891448-34-X.
- Duarte. The Book of Horsemanship by Duarte I of Portugal :  [англ.] = Livro da Ensinança de Bem Cavalgar Toda Sela / Translated by Jeffrey L. Forgeng. — Woodbridge : Boydell and Brewer, 2016. — 180 p. — ISBN 978-1-78327-103-0.